# Tatai Fényes-patak menti rétek

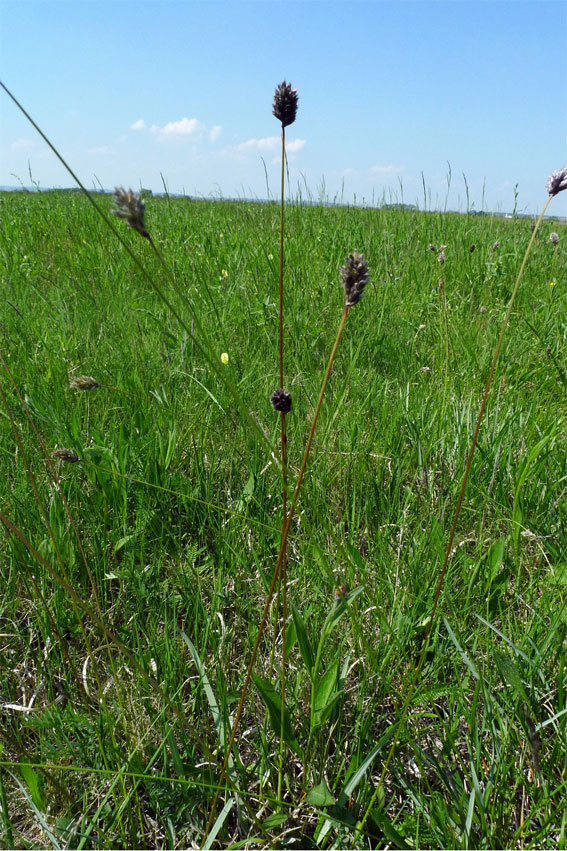
Lápi nyúlfarkfű (Sesleria uliginosa)

A Tatai Fényes-patak menti rétek a Duna–Ipoly Nemzeti Park Igazgatóság egyik helyi jelentőségű, 135,02 ha-os természetvédelmi területe a tatai Fényes-patak árterén kialakult lápréten. A nagy aggófű (Senecio umbrosus) legjelentősebb magyarországi termőhelye. Emellett nőnek itt más ritka, védett növények is, mint például a lápi nyúlfarkfű (Sesleria uliginosa).

## Története
1992-ben kapott védelmet; törzskönyvi száma: 10/143/TT/99.
A 2000-es években épített lakópark többféle módon is veszélyezteti az élőhelyet:
- az építkezéssel a láprét eredeti területének 40 %-át elvették;
- a terület a közutaktól és más természetes élőhelyektől elszigetelt zárvánnyá vált;
- mivel rendszeres kaszálását is abbahagyták, az őshonos élővilágot agresszív özönnövények kezdték kiszorítani:
  - a kanadai aranyvessző (Solidago canadensis) térhódítása Magyarországon általános,
  - a szibériai fehér som (Cornus alba var. sibirica) a kertekből vadult ki.

A degradáció megfékezésére 2014-ben összefogott:
- a DINPI Gerecsei természetvédelmi tájegysége,
- a Száz Völgy Természetvédelmi Egyesület, a Magyar Madártani Egyesület (MME) Komárom-Esztergom Megyei Csoportja és
- az ELTE Füvészkert.

A munkálatokat kiemelten támogatja Tata önkormányzata és a Vértesi Erdő Zrt. tatabányai erdészete. A rétet kaszálják, az özönnövényeket irtják. A szibériai fehér som gyérítésére a legkedvezőbb időszak május vége, a kanadai aranyvesszőére július vége. E szervezetek erőfeszítéseinek köszönhetően 2018-ban már 800 tő nagy aggófüvet számláltak össze.
Az özönnövények töveinek-tuskóinak kiirtása után a területet kaszálóként kívánják hasznosítani.